# 陸敏學
陸敏學（？—？），山西大同府大同縣人，明朝政治人物。

## 生平
萬曆四十三年（1615年）乙卯科山西鄉試第一名舉人（解元）。四十四年（1616年）授三水縣知縣。